# 柴山薫
柴山 薫（しばやま かおる、1964年9月9日 - 2007年4月14日）は、日本の漫画家。千葉県出身。男性。柴山かおるの名義でも活動していたことがある。

## 概要
代表作は『チャラ!』『ライバル』『爆骨少女ギリギリぷりん』など。主に集英社の『月刊少年ジャンプ』を中心に執筆していたが、その後竹書房に活躍の場を移し、成人向け漫画をいくつか執筆した。晩年は『コミックヴァルキリー』（キルタイムコミュニケーション）にて連載していた。
2007年4月14日、急性心不全により死去した。42歳没。当時『コミックヴァルキリー』に『夢幻少女ドリーマーエンゼルズ』を連載中で、同作は未完にして最後の作品となった。
集英社時代は、少年誌ながらお色気の多い作風が特徴だった。浅田弘幸とはアシスタント時代の仲間であり、晩年まで親交があった。
2012年、6回忌の飲みの席で浅田弘幸の提案で追悼本を制作することになり、サークル「柴山薫・月ジャン追悼委員会」にsezan（元柴山薫アシスタント）、稜之大介、浅田弘幸、堀井覚司、押山雄一、橋本孤蔵、ハヤトコウジ、おおめ裕一、大小大人、越中谷治夫、矢口岳、坂口いくが参加して同人誌『月ジャン 柴山薫 追悼号』が制作されてコミックマーケット83で販売された。

## 作品

### 集英社
- 大地がゆく!（全2巻）
- ライバル（全14巻、番外編2巻）
- サファイア（全1巻）
- チャラ!（全2巻）
- 爆骨少女ギリギリぷりん（「月刊少年ジャンプ」と「月刊少年ジャンプオリジナル」と「月刊少年ジャンプ極上」掲載、1996年3月号 - 2000年春号、全7巻）
- イ-58 浮上せり（原作：池上司、全1巻）

### その他
- スイート×スイート（全2巻）※『ビタマン』（竹書房）
- みさきチャンねる（全1巻）※『dokiスペシャル』（竹書房）
- 夢幻少女ドリーマーエンゼルズ（執筆中に急逝のため絶筆）※『コミックヴァルキリー』（キルタイムコミュニケーション）

## 師匠
- 小谷憲一